# Amsterdam Centraal
Järnvägsstationen Amsterdam Centraal är Amsterdams centralstation. Amsterdam Centraal är ritad av arkitekterna Pierre Cuypers och Al Van Gendt, och öppnades år 1889. Den är byggd på tre öar i vattnet IJ framför det som innan dess var stadens "framsida". Byggnaden liknar Rijksmuseum, som öppnades år 1885, även det ritat av Cuypers. 
Stationen har 15 spår och de sex perrongerna nås av de resande via gångar underifrån. Stationen är uppbyggd på vanligt 1800-talssätt, med en pampig fasadbyggnad innehållande väntsalar, biljettkontor m.m. och bakom den en tåghall i stål och glas. Men den har också en ovanlig layout eftersom spåren inte bara ligger bredvid varandra på vanligt sätt, utan också efter varandra: I östra delen ligger alltså "Spår 2a" och i västra delen "Spår 2b". De flesta tåg som stannar på stationen har inte Amsterdam Centraal som ändpunkt, utan kör vidare till en annan station i Amsterdam eller till en annan del av landet. Anledningen till detta är att det inte finns plats på någon av stadens tre rangerbangårdar.
Varje dag passerar ca 250 000 resande genom stationen, den är därmed det den mest trafikerade järnvägsstationen i Nederländerna och ligger före den näst mest trafikerade, Utrecht Centraal. Stationen är en av de viktigaste knutpunkterna i Nederländernas järnvägsnät. Det är tät tågtrafik från centralen till Schiphol Airport station som ligger under Amsterdam-Schiphols flygplats-flygplatsen. Amsterdams central är även ändstation för höghastighetstågen till Tyskland (ICE), Belgien och Frankrike (Thalys). 
Amsterdam har även tre andra större järnvägsstationer: Amsterdam Sloterdijk, Amsterdam Zuid samt Amsterdam Bijlmer Arena.

## Övriga kommunikationer
Här går 4 linjer av Amsterdams tunnelbana, nämligen nummer 51, 52, 53 och 54. Ungefär 100 bussar per timme avgår från hållplatser runt stationen. Ett antal av stadens spårvagnslinjer har sin ändpunkt på torget framför stationen. Tre färjelinjer lägger till direkt bakom stationen.

## Framtid
Den stora omdaningen i och omkring stationen är till stora delar klar. Fram till 2023 återstår:
- Nya färjelägen för båtarna till Amsterdam Noord på baksidan.
- En ny cykelparkering för 4000 cyklar under vattnet bakom stationen med en "waterfront-promenad" ovanpå.
- Stationstorget på framsidan ska rustas upp och få bättre och finare ytskikt och inredning. Gamla utfyllningar grävs bort så att vattnet får tillbaka sin forna storlek och biltrafiken försvinner och förläggs till den nya biltunneln på baksidan.
- Det kommer en cykelparkering under vattnet på framsidan av stationen med plats för ytterligare 7000 cyklar. Är 2030 ska det finnas inomhusparkering för 21000 cyklar vid stationen.
- Den östra gångtunneln under spåren ska utvidgas och här kommer också diverse affärer och restauranger.
- På östra sidan kommer en ny terminalbyggnad för höghastighetstågen till England (Eurostar) och Frankrijk (Thalys).

Amsterdam Centraal ska enligt planerna i framtiden få dela rollen som huvudstation i Amsterdam med stationen Amsterdam Zuid ("Södra Station"). Man planerar till exempel att låta fler höghastighetståg till och från utlandet gå till station Zuid i stället för Centraal, detta eftersom tunnelbanelinjen Noord/zuidlijn öppnades 2018.

## Bilder

Amsterdam Centraal sedd från Stationsplein
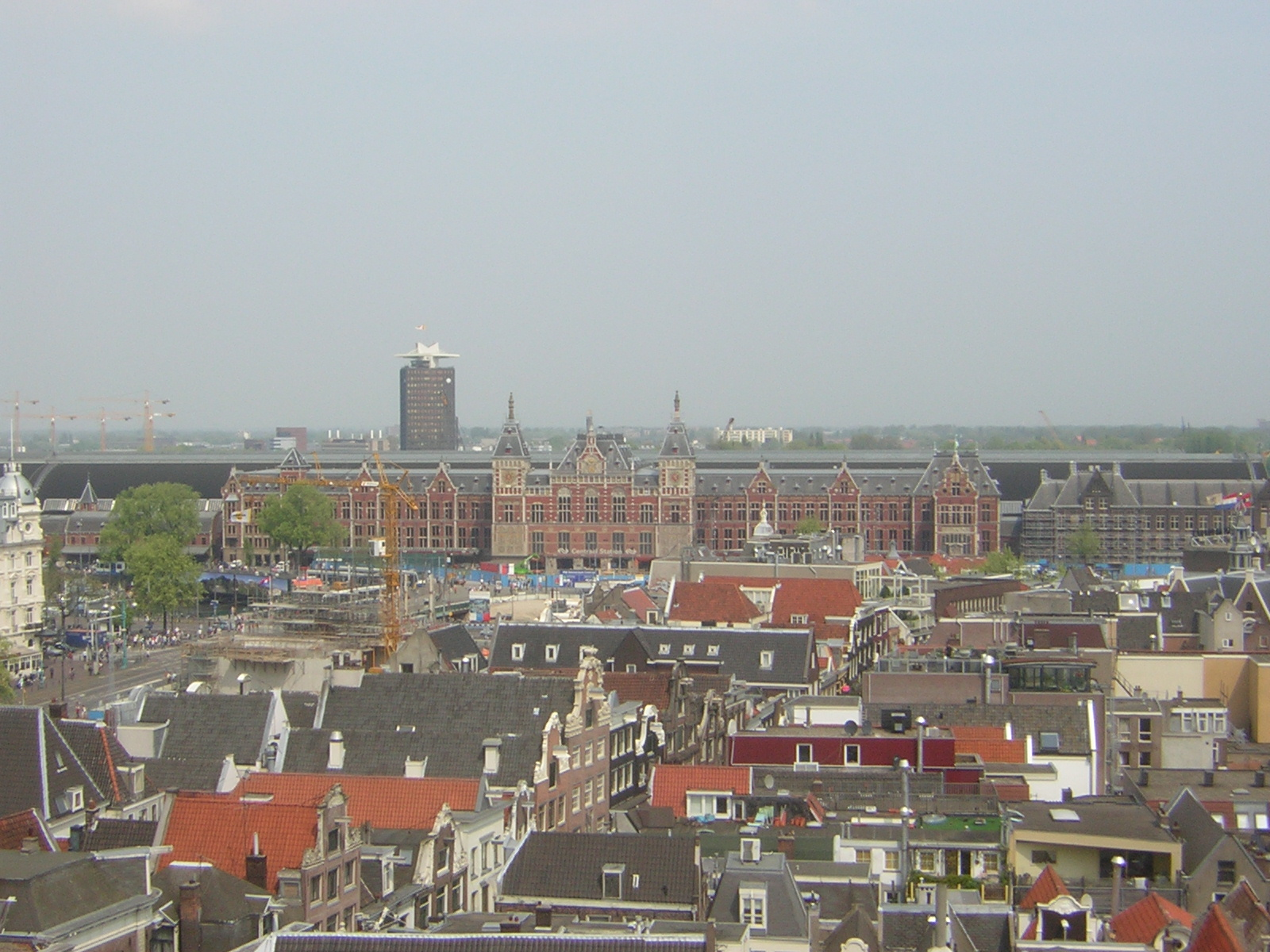
Amsterdam Centraal sedd på avstånd över takåsarna
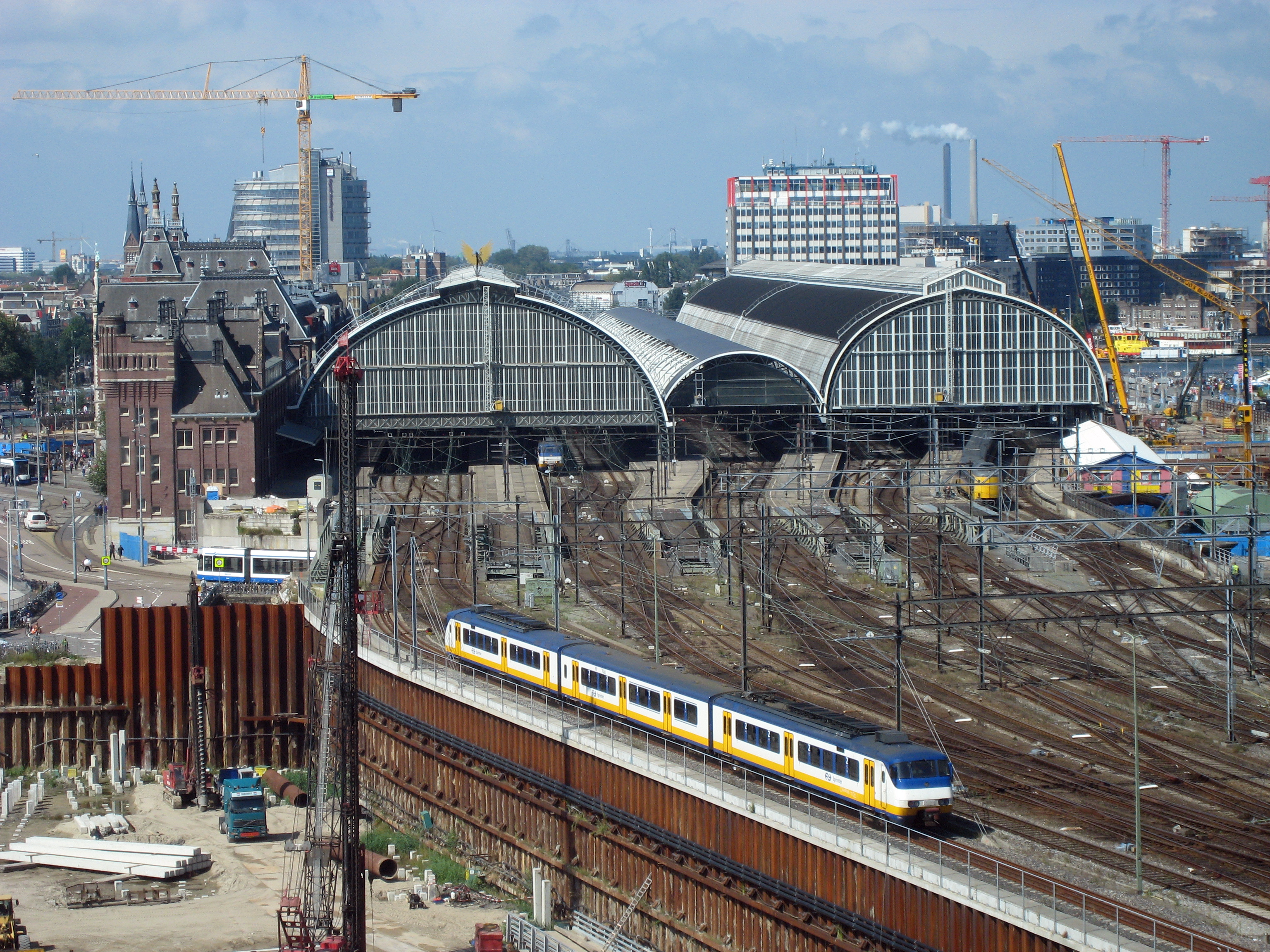
Stationen sedd från öster
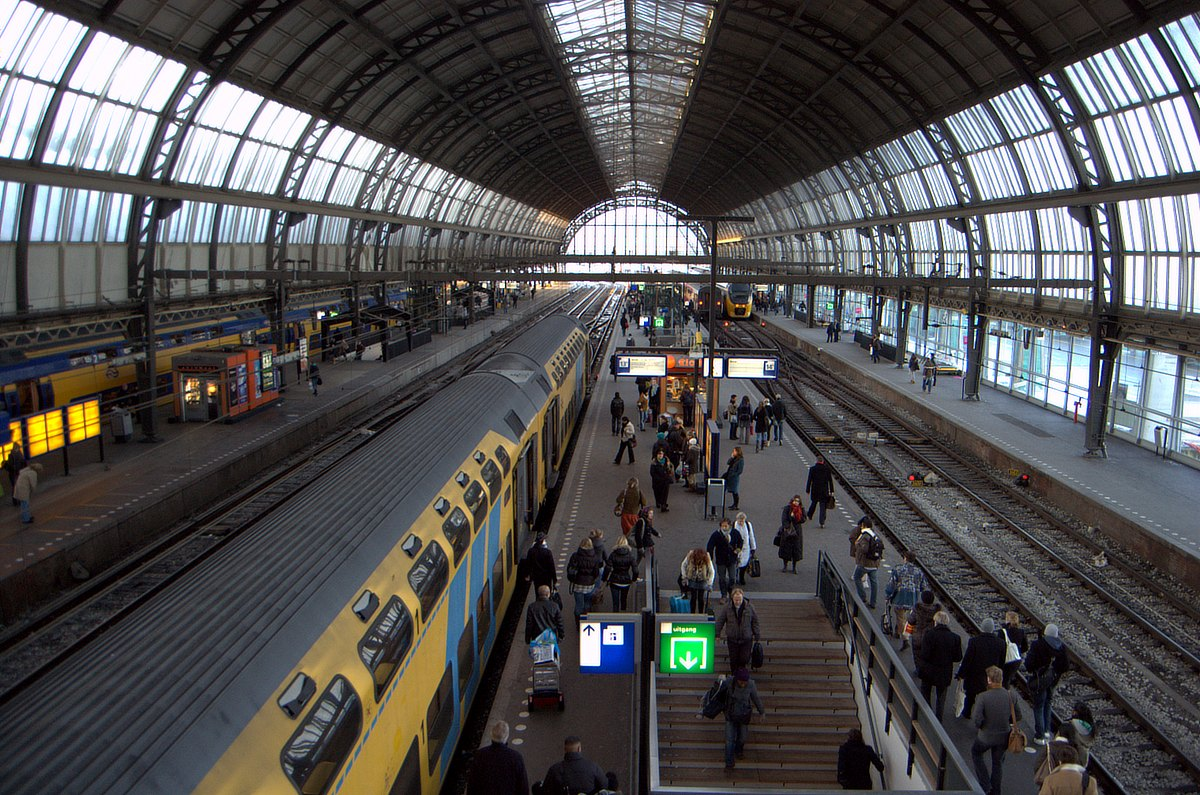
Stationshallen
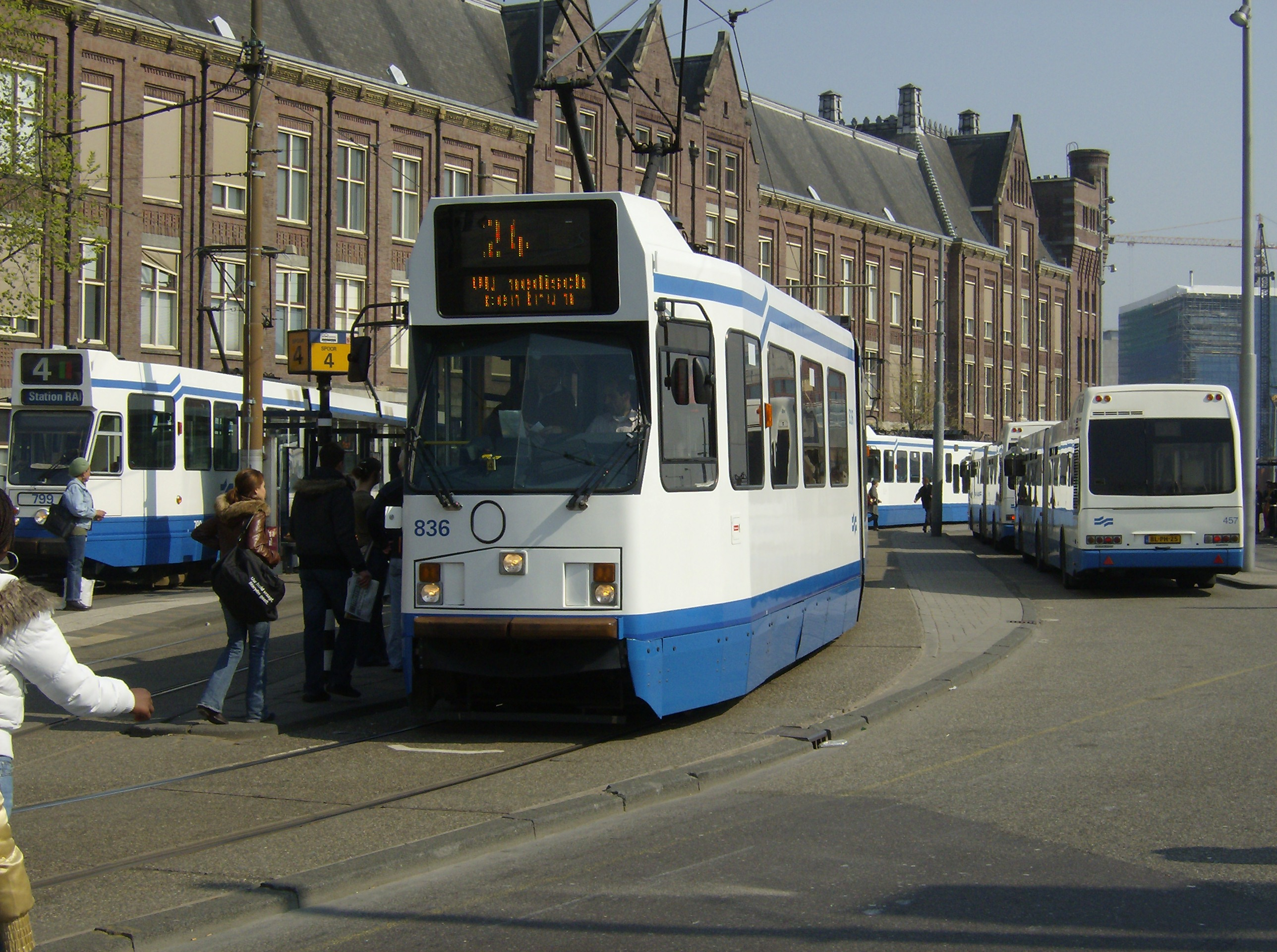
Spårvagn vid centralen
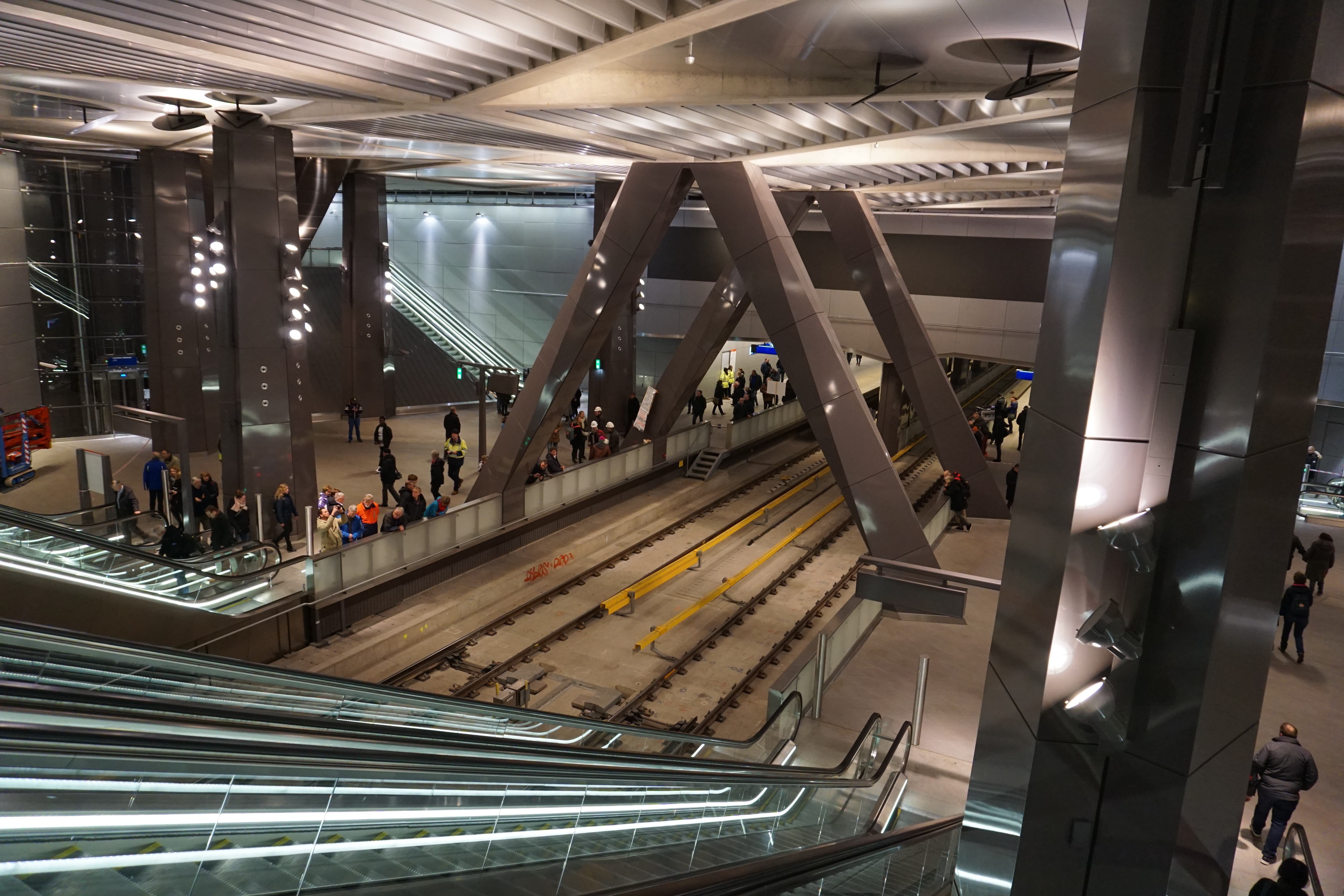
Tunnelbana